# Moderní umění

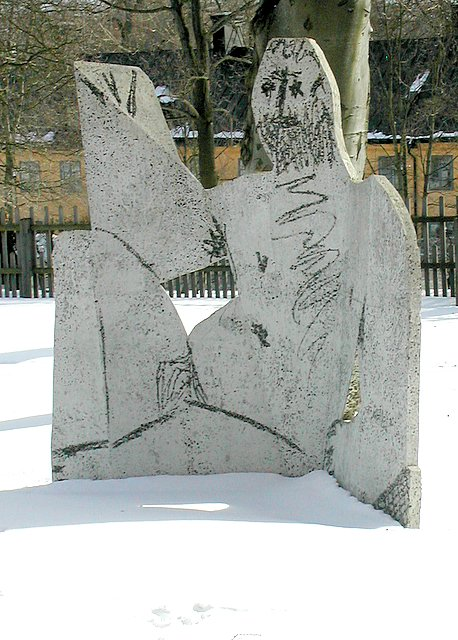
Pablo Picasso: Dejeuner sur l'Herbe

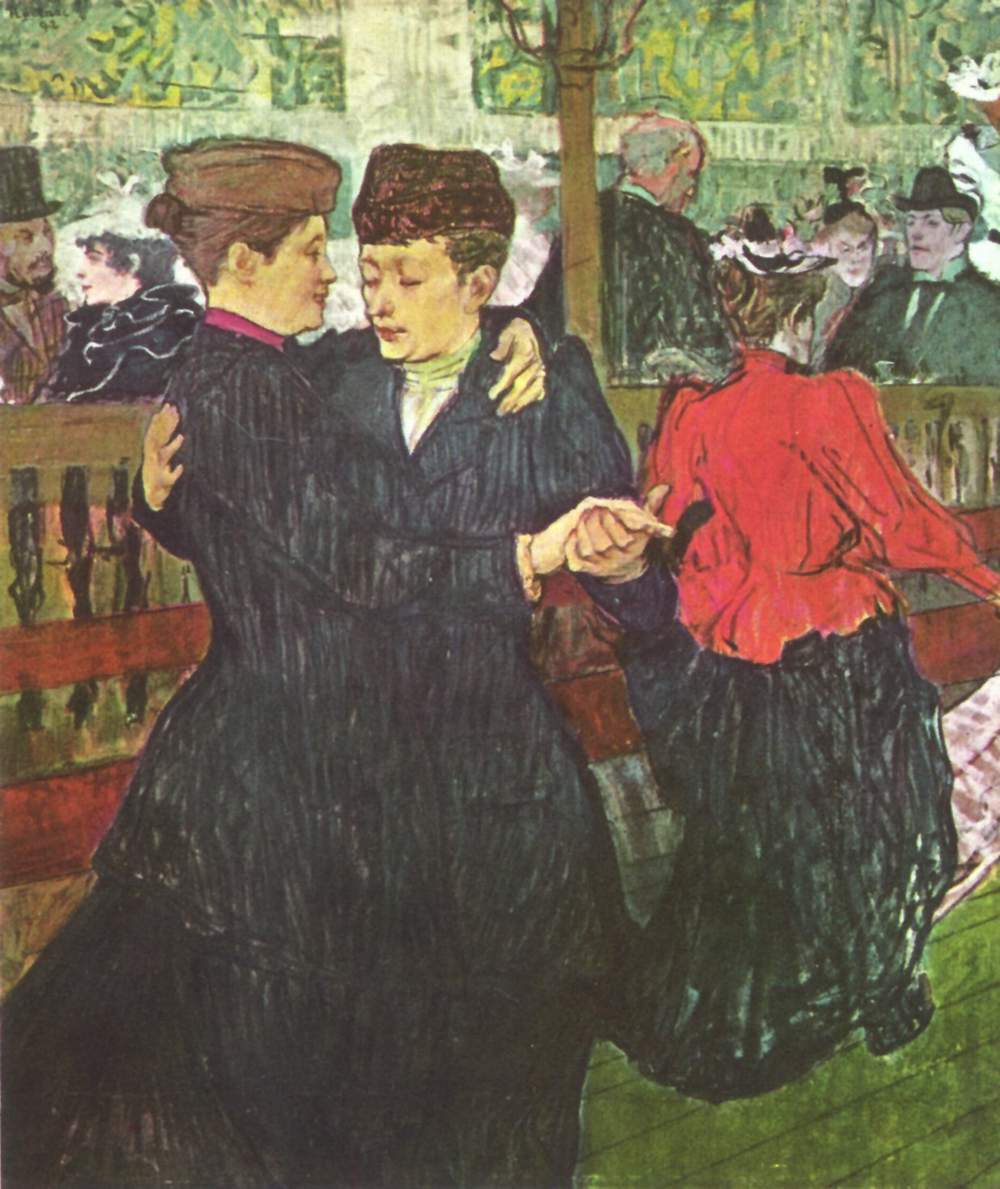
Henri de Toulouse-Lautrec: At the Moulin Rouge: Two Women Waltzing, 1892

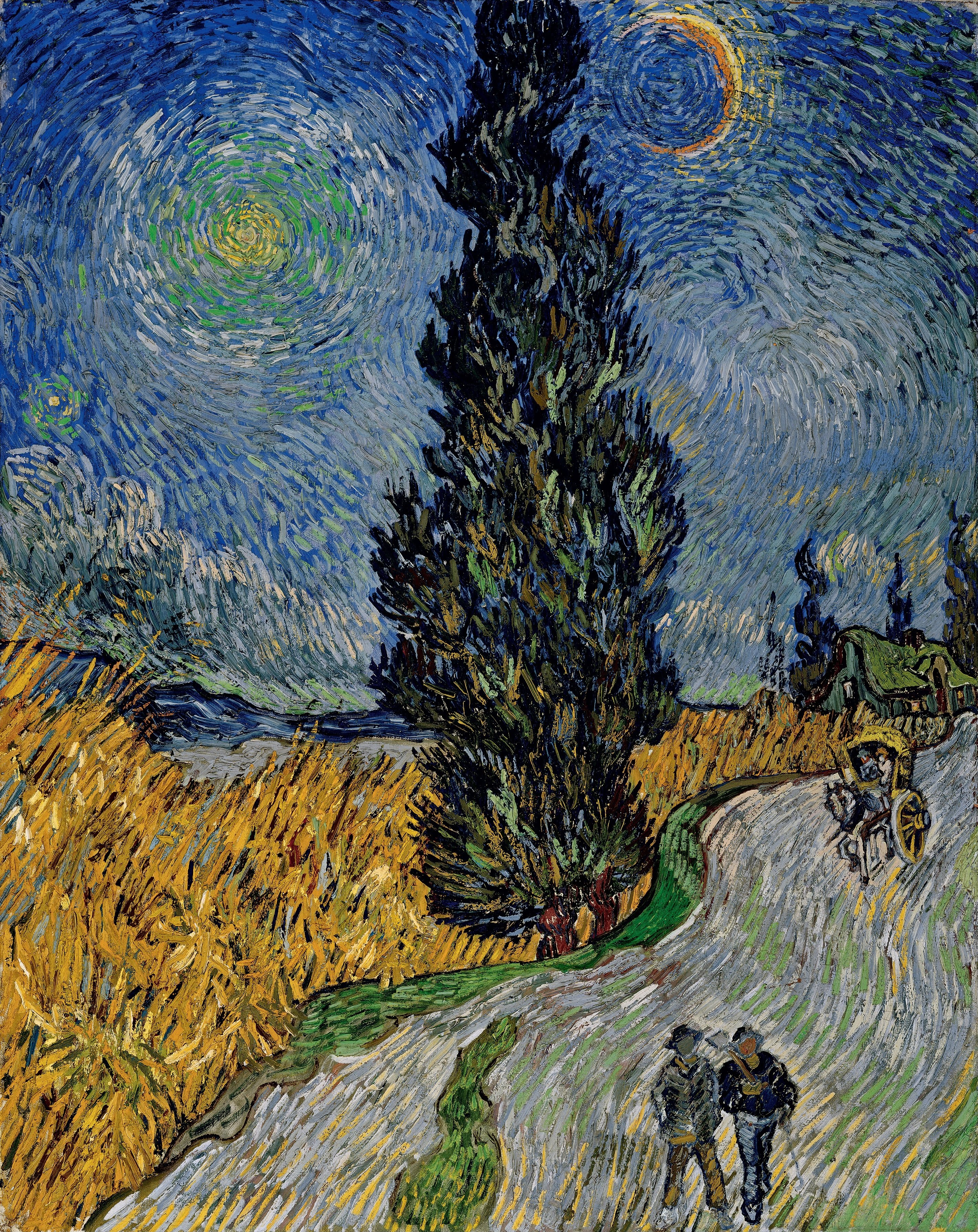
Vincent van Gogh: Country road in Provence by Night, 1889, May 1890, Kröller-Müller Museum

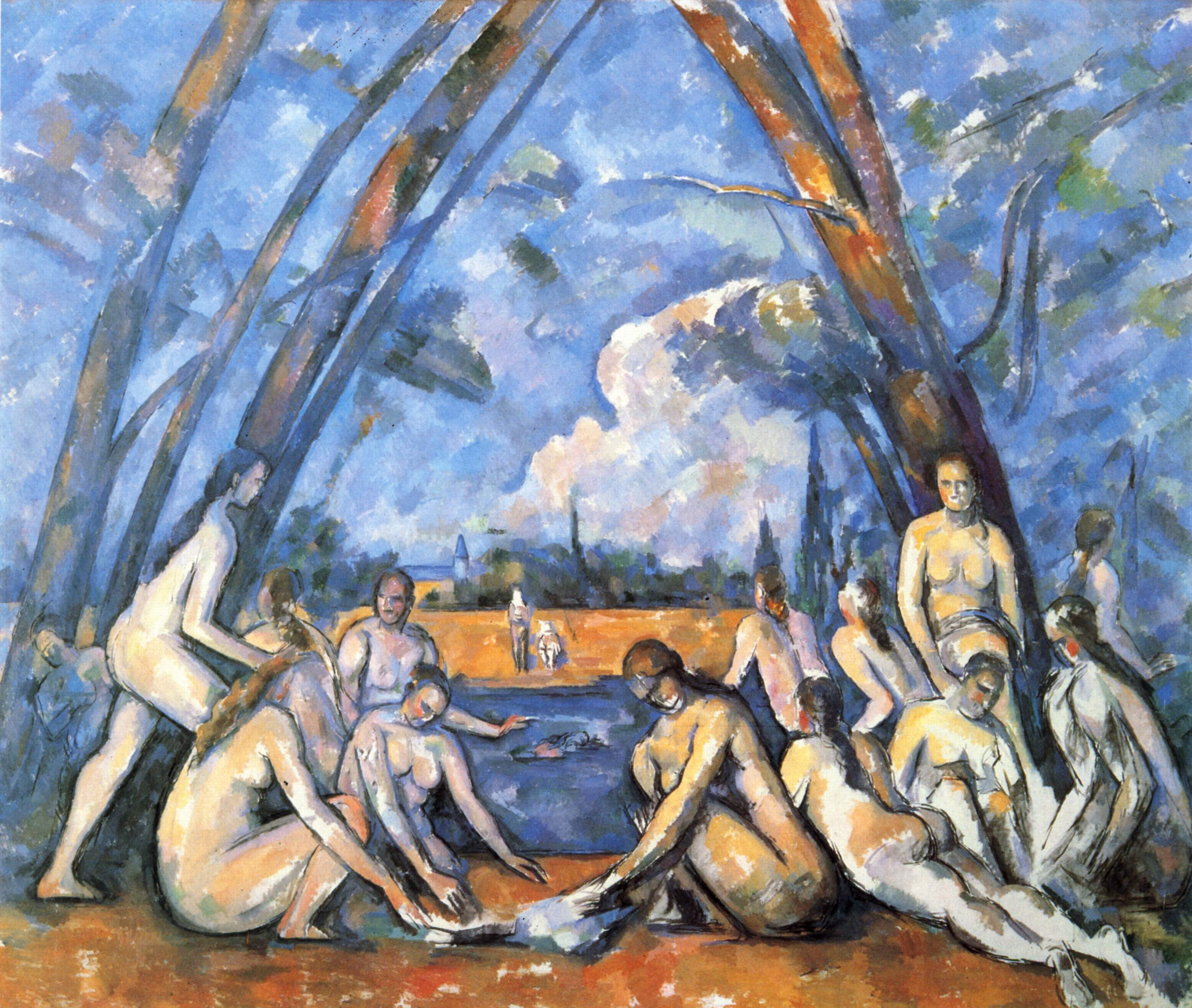
Paul Cézanne: The Large Bathers, 1898–1905

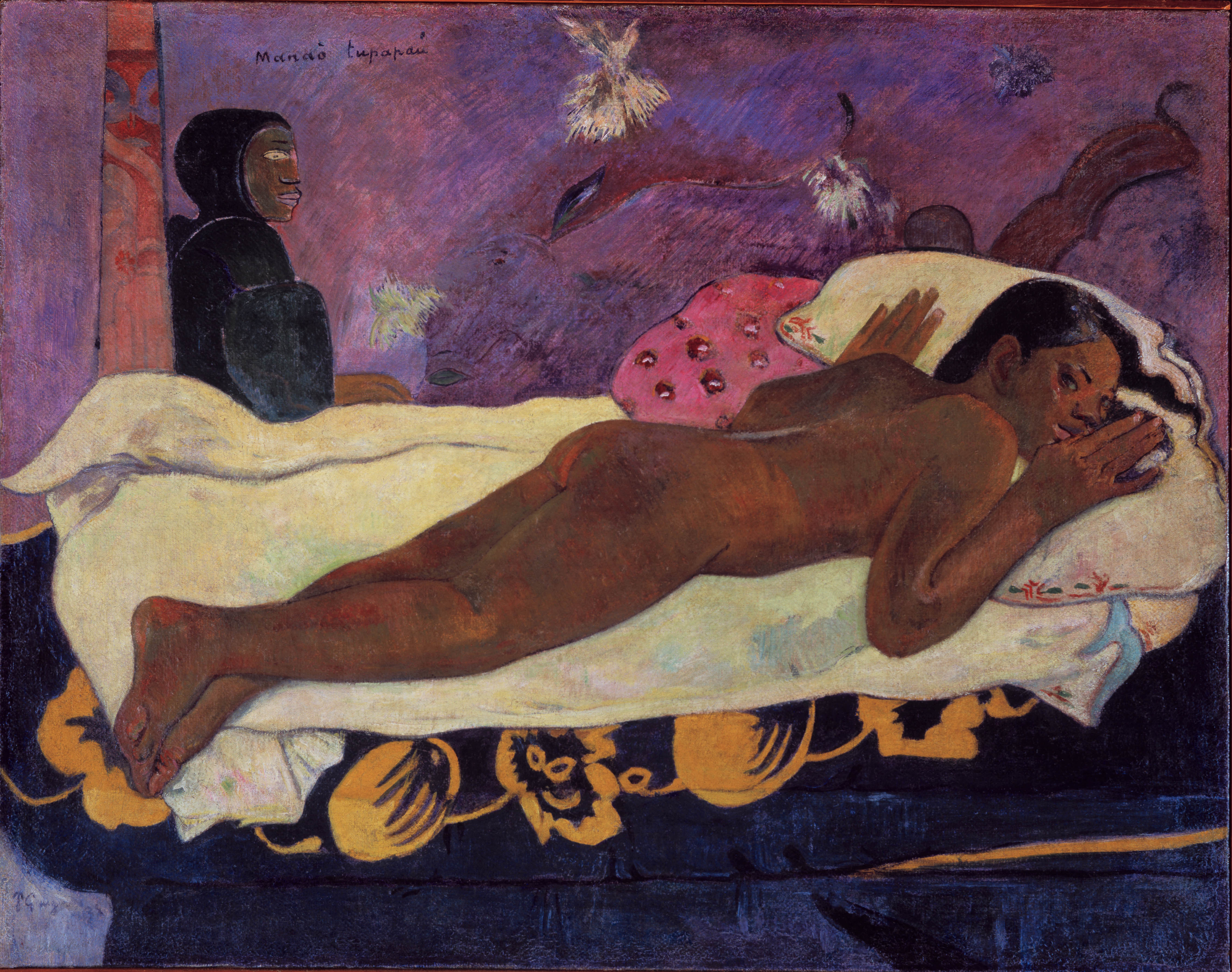
Paul Gauguin: Spirit of the Dead Watching 1892, Albright-Knox Art Gallery

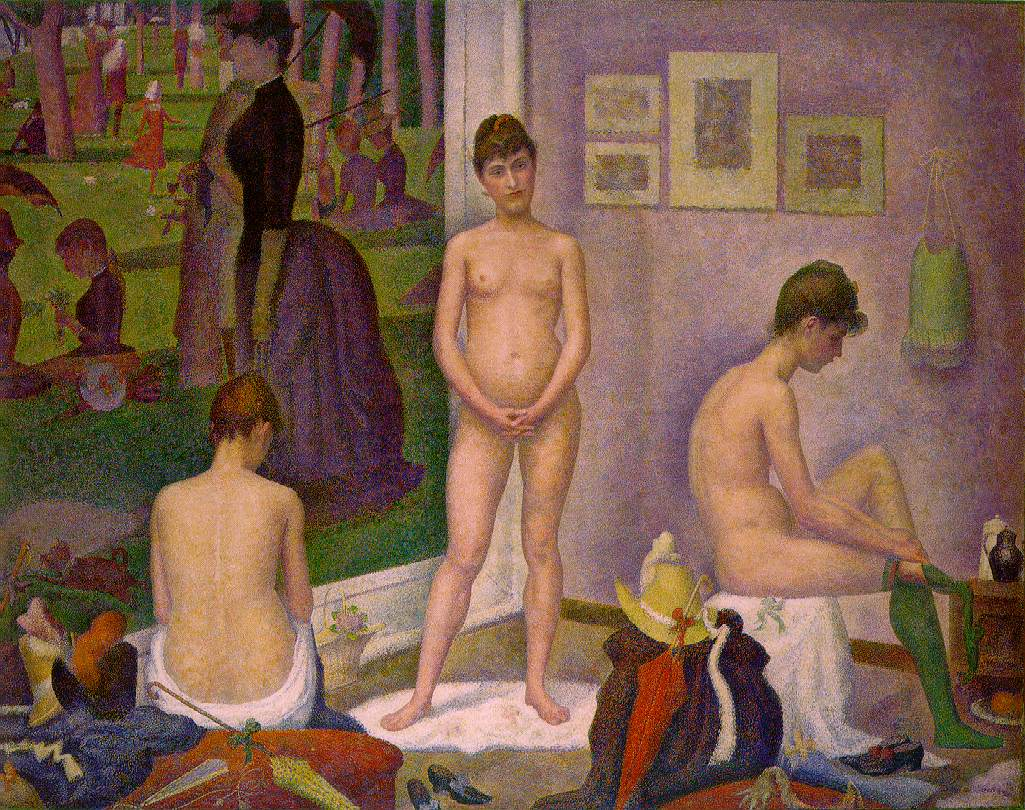
Georges Seurat, The Models, 1888, Barnes Foundation

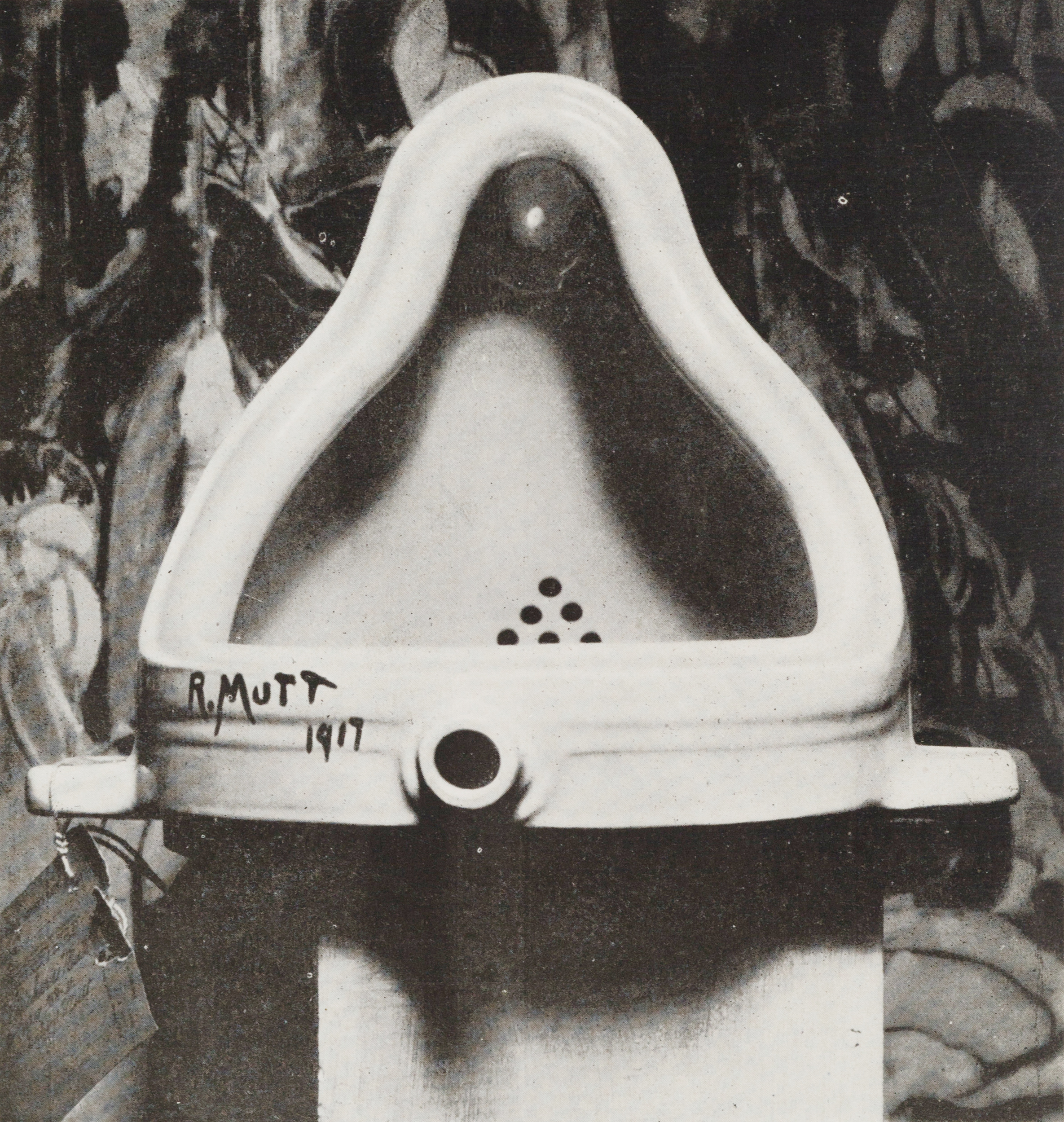
Marcel Duchamp, Fontána, 1917, foto: Alfred Stieglitz

Moderní umění, známé také pod anglickým ekvivalentem anglicky Modern Art, je poměrně vágní, ale hovorově běžný termín pro avantgardní umění 20. století. Tento termín se ale používá od konce 18. století.
V oborovém jazyce je tendence mluvit o moderním umění, aby se jasněji odlišil termín od současného umění. Jako obecný termín se modernismus obvykle týká veškerého uměleckého vývoje od roku 1870.
Od 70. let 20. století, kdy se zintenzivnila debata o modernismu a postmodernismu, existují různé názory na to, zda současné umění ještě patří k modernismu či nikoli, nebo zda mají být jednotlivá současná hnutí klasifikována jako modernismus a jiná jako postmodernismus.  
Další význam označuje poslední etapu ve vývoji umění v pořadí pravěké umění, umění starověku, umění středověku, umění novověku. Počátek moderního umění v tomto smyslu se spojuje s nástupem moderny (jindy s nástupem romantismu). Charakteristickou tendencí moderního umění je individualismus, subjektivismus, modernismus a experiment.[zdroj?]

## Charakteristika
Modernismus v umění je kulturní hnutí obecně zahrnující moderní umění a architekturu, hudbu, literaturu a design, které se objevilo v několika desetiletích před rokem 1914 jako vzpoura proti teoretizujícím a historizujícím tradicím konce 19. století pod vlivem nových ekonomických, společenských a politických aspektů rozvíjejícího se moderního světa.

## Umělecká hnutí a umělecké skupiny
Hrubé chronologické řazení s reprezentativním uvedením umělců.

## Kořeny moderního umění

### 19. století
- Romantismus, romantické hnutí – Francisco Goya, J. M. W. Turner, Eugène Delacroix
- Realismus – Gustave Courbet, Camille Corot, Jean-François Millet
- Impresionismus – Edgar Degas, Édouard Manet, Claude Monet, Camille Pissarro, Alfred Sisley
- Postimpresionismus – Georges Seurat, Paul Cézanne, Paul Gauguin, Vincent van Gogh, Henri de Toulouse-Lautrec, Henri Rousseau
- Symbolismus – Gustave Moreau, Odilon Redon, James Ensor
- Les Nabis – Pierre Bonnard, Edouard Vuillard, Félix Vallotton
- premodernističtí sochaři – Aristide Maillol, Auguste Rodin

### Počátek 20. století (před první světovou válkou)
- Art Nouveau a varianty – Jugendstil, Modern Style, Modernisme – Aubrey Beardsley, Alphonse Mucha, Gustav Klimt
- Art Nouveau Architektura & Design – Antoni Gaudí, Otto Wagner, Wiener Werkstätte, Josef Hoffmann, Adolf Loos, Koloman Moser
- Kubismus – Georges Braque, Pablo Picasso
- Fauvismus – André Derain, Henri Matisse, Maurice de Vlaminck
- Expresionismus – Egon Schiele, Oskar Kokoschka, Edvard Munch, Emil Nolde
- Futurismus – Giacomo Balla, Umberto Boccioni, Carlo Carrà
- Die Brücke – Ernst Ludwig Kirchner
- Der Blaue Reiter – Vasilij Kandinskij, Franz Marc
- Orfismus – Robert Delaunay, Sonia Delaunay, Jacques Villon, František Kupka
- Fotografie – Piktorialismus, Přímá fotografie (Straight photography)
- Postimpresionismus – Emily Carr
- Pre-Surrealismus – Giorgio de Chirico, Marc Chagall
- Ruská avantgarda – Kasimir Malevich, Natalia Gončarovová, Michail Larionov
- Sochařství – Pablo Picasso, Henri Matisse, Constantin Brâncuşi
- Synchromismus – Stanton MacDonald-Wright, Morgan Russell
- Vorticismus – Wyndham Lewis

### Od první světové války do druhé světové války
- Dada – Jean Arp, Marcel Duchamp, Max Ernst, Francis Picabia, Kurt Schwitters
- Syntetický kubismus – Georges Braque, Juan Gris, Fernand Léger, Pablo Picasso
- Pittura Metafisica – Giorgio de Chirico, Carlo Carrà, Giorgio Morandi
- De Stijl – Theo van Doesburg, Piet Mondrian
- Expresionismus – Egon Schiele, Amedeo Modigliani, Chaïm Soutine
- Nová věcnost – Max Beckmann, Otto Dix, George Grosz
- Figurativní malba – Henri Matisse, Pierre Bonnard
- Americký modernismus – Stuart Davis, Arthur Dove, Marsden Hartley, Georgia O'Keeffe
- Konstruktivismus – Naum Gabo, Gustav Klutsis, László Moholy-Nagy, El Lisickij, Kazimir Malevič, Vadim Meller, Alexandr Rodčenko, Vladimir Tatlin, * Jaroslav Rössler, Karel Kašpařík
- Surrealismus – Jean Arp, Salvador Dalí, Max Ernst, René Magritte, André Masson, Joan Miró, Marc Chagall
- Bauhaus – Vasilij Kandinskij, Paul Klee, Josef Albers
- Sochařství – Alexander Calder, Alberto Giacometti, Gaston Lachaise, Henry Moore, Pablo Picasso, Julio González
- Skotští koloristé – Francis Cadell, Samuel Peploe, Leslie Hunter, John Duncan Fergusson
- Suprematismus – Kazimir Malevič, Alexandra Exterová, Olga Rozanova, Nadezhda Udaltsova, Ivan Kliun, Lyubov Popova, Nikolai Suetin, Nina Genke-Meller, Ivan Puni, Ksenia Boguslavskaya

### Po druhé světové válce
- Figurativní umění – Bernard Buffet, Jean Carzou, Maurice Boitel, Daniel du Janerand, Claude-Max Lochu
- Sochařství – Henry Moore, David Smith, Tony Smith, Alexander Calder, Isamu Noguči,[3] Alberto Giacometti, Sir Anthony Caro, Jean Dubuffet, Isaac Witkin, René Iché, Marino Marini, Louise Nevelson
- Abstraktní expresionismus – Willem de Kooning, Jackson Pollock, Hans Hofmann, Franz Kline, Robert Motherwell, Clyfford Still, Lee Krasner
- Američtí abstraktní umělci – Lee Krasner, Ibram Lassaw, Ad Reinhardt, Josef Albers, Burgoyne Diller
- Art Brut – Adolf Wölfli, August Natterer, Ferdinand Cheval, Madge Gill, Paul Salvator Goldengreen
- Arte Povera – Jannis Kounellis, Luciano Fabro, Mario Merz, Piero Manzoni, Alighiero Boetti
- Color field painting – Barnett Newman, Mark Rothko, Sam Francis, Morris Louis, Helen Frankenthaler
- Tachismus – Jean Dubuffet, Pierre Soulages, Hans Hartung, Ludwig Merwart
- CoBrA – Pierre Alechinsky, Karel Appel, Asger Jorn
- De-collage – Wolf Vostell, Mimmo Rotella
- Neo-Dada – Robert Rauschenberg, Jasper Johns, John Chamberlain, Joseph Beuys, Edward Kienholz
- Fluxus – George Maciunas, Nam June Paik, Wolf Vostell, Yoko Ono, Alison Knowles, Charlotte Moorman, Dick Higgins
- Happening – Allan Kaprow, Joseph Beuys, Nam June Paik, Wolf Vostell, Charlotte Moorman, Dick Higgins, Yoko Ono
- Dau-al-Set – založil v Barceloně básník/umělec Joan Brossa, – Antoni Tàpies
- Grupo El Paso – založili v Madridu umělci Antonio Saura, Pablo Serrano
- Geometrická abstrakce – Nadir Afonso, Manlio Rho, Mario Radice, Mino Argento, Adam Szentpétery
- Hard-edge malba – John McLaughlin, Ellsworth Kelly, Frank Stella, Al Held, Ronald Davis
- Kinetické umění – George Rickey, Getulio Alviani
- Land art – Christo, Richard Long, Robert Smithson, Michael Heizer
- Les Automatistes – Claude Gauvreau, Jean-Paul Riopelle, Pierre Gauvreau, Fernand Leduc, Jean-Paul Mousseau, Marcelle Ferron
- Minimální umění – Sol LeWitt, Donald Judd, Dan Flavin, Richard Serra, Agnes Martin
- Postminimalismus – Eva Hesse, Bruce Nauman, Lynda Benglis
- Lyrická abstrakce – Ronnie Landfield, Sam Gilliam, Larry Zox, Dan Christensen, Natvar Bhavsar, Larry Poons
- Neo-figurativní umění – Fernando Botero, Antonio Berni
- Neoexpresionismus – Georg Baselitz, Anselm Kiefer, Jörg Immendorff, Jean-Michel Basquiat
- Transavanguardia – Francesco Clemente, Mimmo Paladino, Sandro Chia, Enzo Cucchi
- Figuration libre – Hervé Di Rosa, François Boisrond, Robert Combas
- Nový realismus – Yves Klein, Pierre Restany, Arman
- Op-art – Victor Vasarely, Bridget Riley, Richard Anuszkiewicz
- Outsider art – Howard Finster, Grandma Moses, Bob Justin
- Fotorealismus – Audrey Flacková, Chuck Close, Duane Hanson, Richard Estes, Malcolm Morley
- Pop art – Richard Hamilton, Robert Indiana, Jasper Johns, Roy Lichtenstein, Robert Rauschenberg, Andy Warhol, Ed Ruscha, David Hockney
- Poválečná evropská figurativní malba – Lucian Freud, Francis Bacon, Frank Auerbach, Gerhard Richter
- Shaped canvas – Lee Bontecou, Frank Stella, Kenneth Noland, Ron Davis, Robert Mangold.
- Sovětské umění – Alexander Deineka, Alexander Gerasimov, Ilja Kabakov, Komar & Melamid, Alexandr Ždanov, Leonid Sokov
- Spatialismus – Lucio Fontana
- Video art – Nam June Paik, Wolf Vostell, Joseph Beuys, Bill Viola
- Visionary art – Ernst Fuchs, Paul Laffoley, Michael Bowen